# Dobsonia chapmani
Dobsonia chapmani är en däggdjursart som beskrevs av Dioscoro S. Rabor 1952. Dobsonia chapmani ingår i släktet Dobsonia och familjen flyghundar. IUCN kategoriserar arten globalt som akut hotad. Inga underarter finns listade.
Arten når en absolut kroppslängd av 218 till 221 mm, inklusive en 23 till 26 mm lång svans. Flyghunden har 123 till 133 mm långa underarmar och 25 till 27 mm långa öron. Vingarna är sammanlänkade på ryggen och därför ser ovansidan naken ut. En individ på ön Cebu hade olivgrön till grå päls. Hos Dobsonia chapmani förekommer en framtand i varje käkhalva med de nedre är mindre och smala. Tummarna är utrustade med en klo.
Denna flyghund är endemisk för ön Negros och mindre öar i närheten i Filippinerna. Arten vistas där i skogar och uppsöker ibland jordbruksmark med träd. Individerna vilar i grottor, bergssprickor eller sällan i trädens kronor. Typiska växter i utbredningsområdet tillhör släktena Alstonia, Macaranga, Anisoptera, Dipterocarpus, Shorea, Parashorea, Vatica, Ficus och Mallotus.
Enligt olika observationer har honor en unge per kull. Födan utgörs av fikon och av andra frukter. Arten jagas av lokalbefolkningen för köttets skull.